# Paramesotriton deloustali
Espèce
Synonymes
- Mesotriton deloustali Bourret, 1934

Statut de conservation UICN

 LC  : Préoccupation mineure
Paramesotriton deloustali est une espèce d'urodèles de la famille des Salamandridae.

## Répartition
Cette espèce est endémique du Viêt Nam. Elle se rencontre de 600 à 1 900 m d'altitude dans les provinces de Hà Giang, de Vĩnh Phúc, de Lào Cai, de Tuyên Quang, de Bắc Kạn et de Quảng Ninh.

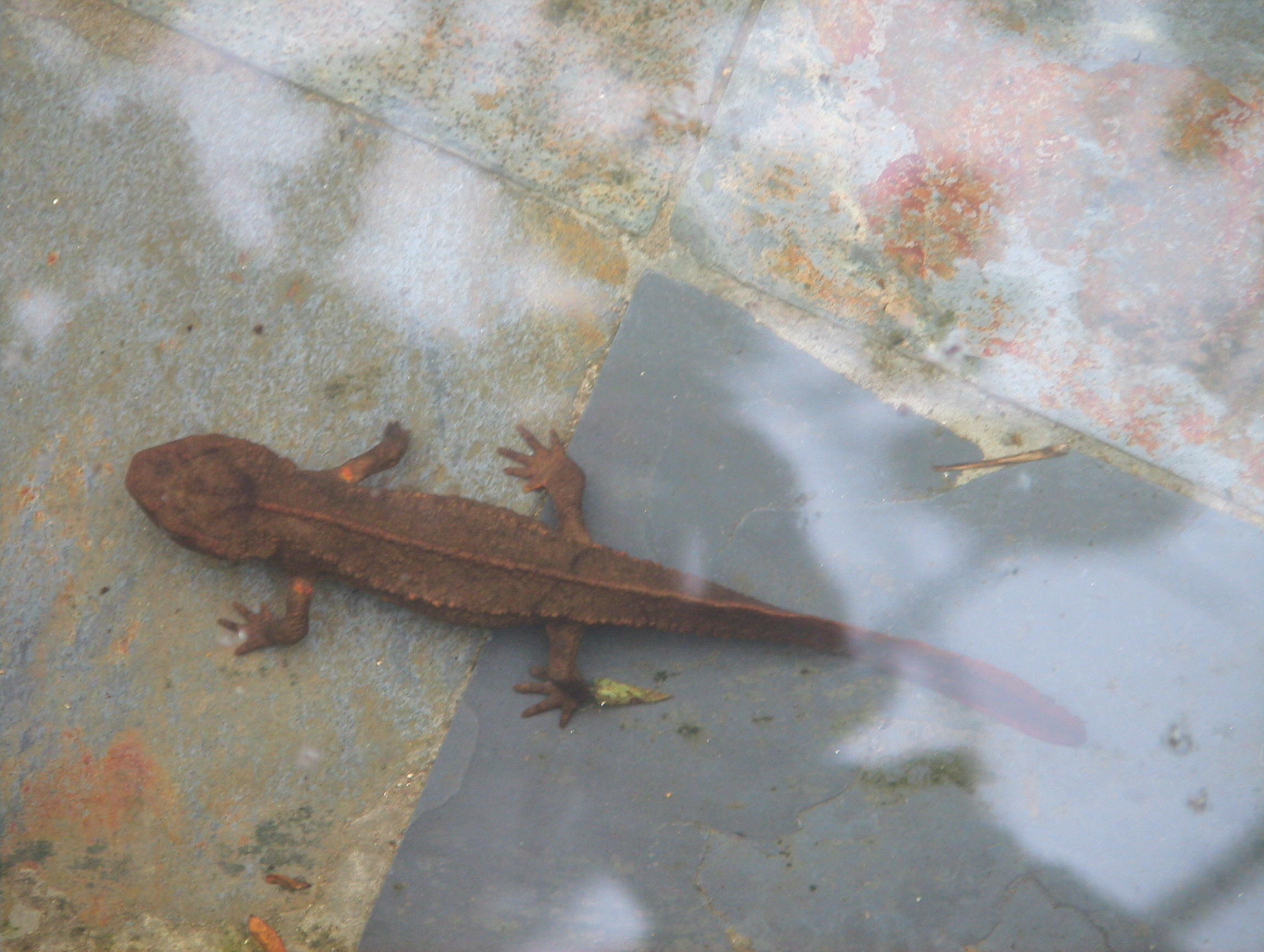

## Étymologie
Cette espèce est nommée en l'honneur d'Eugène Deloustal (1881-1942).

## Publication originale
- Bourret, 1934 : Notes herpétologiques sur l'Indochine française. VI. Sur diverses collections de serpents appartenant a l'Université de Hanoï. VII. Une salamandre nouvelle vivant au Tonkin. Annexe au Bulletin Général de l'Instruction Publique, Hanoi, vol. 1934, p. 73-84.